# Antony Armstrong-Jones
Pour l’article homonyme, voir Snowdon.
Antony Armstrong-Jones, 1er comte de Snowdon, né le 7 mars 1930 et mort le 13 janvier 2017 à Londres, est un designer, photographe et réalisateur britannique.
Lord Snowdon épousa la princesse Margaret du Royaume-Uni, sœur de la reine Élisabeth II, dont il eut deux enfants, David Armstrong-Jones, 2e comte de Snowdon et Sarah Chatto.

## Biographie
Né le 7 mars 1930, il est le fils du major Ronald Armstrong-Jones et d'Anne Messel, qui divorcent en 1934. Sa mère devient en 1935 comtesse de Rosse, par son second mariage avec Michael Parsons, 6e comte de Rosse. Son grand-père paternel était le médecin et psychiatre gallois Sir Robert Armstrong-Jones.

### Photographe
En tant que photographe, il commence à se faire connaître par ses portraits de la famille royale lors de leur visite officielle au Canada en 1957, qu'il continue à immortaliser jusqu'aux années 2000. Durant les années 1960, il est le directeur artistique du supplément magazine du Sunday Times. Ses images vont du portrait de personnalité, publiées dans des magazines comme Vogue et Vanity Fair, à la mode, en passant par des travaux documentaires, comme sa série sur les personnes internées pour troubles psychiatriques. En 1979, il photographie Serge Gainsbourg, une photo qui sert à la pochette recto et verso de l'album Aux armes et cætera.
La National Portrait Gallery de Londres conserve une centaine de ses portraits.

### Premier mariage avec la princesse Margaret

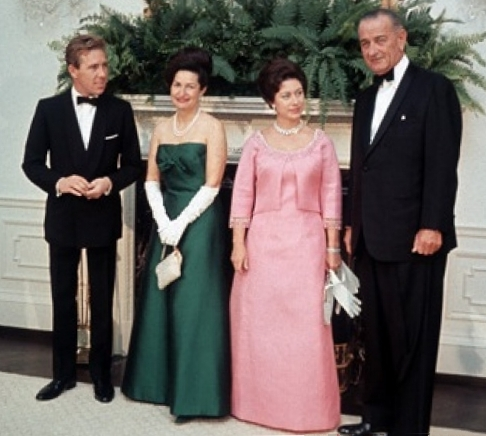
De gauche à droite : lord Snowdon, Première dame américaine Lady Bird Johnson, sa femme la princesse Margaret et le président Lyndon B. Johnson à la Maison-Blanche le 17 novembre 1965.

Le 6 mai 1960, il épouse la princesse Margaret du Royaume-Uni, sœur de la reine Élisabeth II qui lui accorde la pairie en 1961 en le faisant 1er comte de Snowdon et vicomte Linley (Earl of Snowdon, Viscount Linley) et, ainsi, membre de la Chambre des lords. Le couple a deux enfants :
- David Armstrong-Jones 2e comte de Snowdon, né le 3 novembre 1961 à Clarence House ;
- Lady Sarah Armstrong-Jones, épouse de Daniel Chatto, née le 1er mai 1964 au palais de Kensington.

En 1964, à la naissance de son neveu par alliance le prince Edward, il est choisi par les parents de celui-ci, la reine Élisabeth II et son époux, le prince Philip, pour devenir son parrain au côté du prince Richard, duc de Gloucester et du prince Louis de Hesse.
En 1966, il est le premier membre de la famille royale à venir à Aberfan (pays de Galles), juste après le tragique glissement de terril.
En 1976, en raison d'une infidélité devenue publique de la princesse Margaret et des nombreuses aventures d'Antony, le comte et la comtesse de Snowdon se séparent puis divorcent en 1978.

### Second mariage avec Lucy Lindsay-Hogg
Il se remarie avec Lucy Lindsay-Hogg (née Davies) en décembre 1978 et ont une fille, Frances Armstrong-Jones, née en 1979.
Le couple se sépare en 2000 à la suite des nombreux adultères de Lord Snowdon. D’une relation avec Melanie Cable-Alexander naît un fils, Jasper, en 1998.
En 2004, il est révélé par test ADN que Lord Snowdon est le père de Polly Fry, née quelques jours après son mariage avec la princesse Margaret en 1960.

## Distinctions honorifiques
- Comte (1961)
- Baron (à vie) (1999)
- GCVO (1969)

### Protocole
- 1930-1961 : Antony Armstrong-Jones, Esq.
- 1961-1969 : le très hon. comte de Snowdon
- 1969-1999 : le très hon. comte de Snowdon, GCVO
- 1999-2017 : le très hon. comte de Snowdon, GCVO (cr. également baron Armstrong-Jones à vie)

À sa naissance et jusqu'après son mariage avec la princesse Margaret, Antony Armstrong-Jones ne portait que le suffixe « Esquire » (abrégé en Esq.), synonyme de gentleman, puisqu’il n’appartenait pas à la noblesse britannique. Il est titré par sa belle-sœur la reine Élisabeth II un peu plus d’un an après son mariage par lettres patentes, le 6 octobre 1961 ; il reçoit les titres de comte de Snowdon (en anglais, Earl of Snowdon) et vicomte Linley (Viscount Linley), de Nymans dans le Sussex,. En tant que comte britannique, il fut accordé dès lors le prédicat honorifique de très honorable ((en) Right Honourable).
Par mandat royal d’Élisabeth II, le comte de Snowdon est également créé baron Armstrong-Jones, le 16 novembre 1999 ; il s’agit d’une pairie viagère pour garder son siège au Parlement britannique, après l'abolition du droit à siéger au Parlement par pairie héréditaire en dehors de la voie élective.

### Nominations annexes
- 1985 : médaille du progrès de la Royal Photographic Society (FRPS)
- 1986 : Royal Designers for Industry (FRSA)
- 2007 : Lucie Award, New York.

## Dans la fiction
Dans la série télévisée The Crown, son rôle est interprété par Matthew Goode (saison 2), puis par Ben Daniels (saison 3).